# Ponto atrás

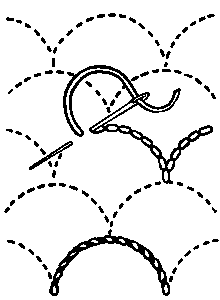
Execução do ponto

Ponto atrás é um ponto de bordado do tipo reto, também conhecido como point de sable, apresenta mais relevo do que o ponto de alinhavo duplo

## Utilização
É muito útil para marcar o contorno do bordado de estilo livre e todos os pontos devem ser do mesmo comprimento, pequenos e uniformes.

## Execução
A agulha deve entrar pelo lado direito do tecido e então faz-se um ponto para trás através do
tecido.